# Silhidrita
La silhidrita és un mineral de la classe dels òxids. Rep el nom per la seva composició: silici i aigua.

## Característiques
La silhidrita és un òxid de fórmula química 3SiO₂·H₂O. Va ser aprovada com a espècie vàlida per l'Associació Mineralògica Internacional l'any 1970, sent publicada per primera vegada el 1972. Cristal·litza en el sistema ortoròmbic. La seva duresa a l'escala de Mohs és 1.
Segons la classificació de Nickel-Strunz, la silhydrita pertany a «04.FM - Hidròxids amb H₂O +- (OH); sense classificar» juntament amb els següents minerals: franconita, hochelagaïta, ternovita, beliankinita, gerasimovskita, manganbeliankinita i cuzticita.

## Formació i jaciments
Va ser descoberta al Wildcat Peak, dins el districte miner de Halls Gulch del comtat de Trinity (Califòrnia, Estats Units). També ha estat descrita en altres indrets dels Estats Units, com el comtat de Siskiyou, també a Califòrnia, o als estats de Washington i Oregon. Encara a Amèrica, també ha estat descrita a Cachilaguna, a la província de Nor Lípez (Potosí, Bolívia). No s en'ha trobat fora del continent americà.